# Медовое (Александрийский район)
Медовое (укр. Медове, до 2016 г. — Ленина Второе) — село в Попельнастовской сельской общине Александрийского района Кировоградской области Украины.
Население по переписи 2001 года составляло 132 человека. Почтовый индекс — 28054. Телефонный код — 5235.